# Reyhan Yıldırım
Reyhan Yıldırım (* 11. Dezember 1987) ist eine im Manga-Stil arbeitende deutsche Comiczeichnerin und Comicautorin.
Die Eltern von Reyhan Yıldırım stammen aus der Türkei und sind in der Gastronomie tätig. Im Alter von 17 Jahren veröffentlichte Yıldırım ihre erste professionelle Arbeit Die Mangafreaks in der deutschen Anthologie Manga Fieber zusammen mit sechs Beiträgen anderer Zeichner. 2008 stellte sie ihren ersten eigenen Band Tylsim auf der Leipziger Buchmesse vor, der sich in den ersten Monaten nach Erscheinen über 3.500 mal verkaufte. Im August 2008 war sie „Zeichnerin des Monats“ bei Mangaka.de, einem der reichweitenstärksten Internetangebote der deutschen Mangaszene . Zu diesem Zeitpunkt wurde bekannt, dass eine russische Übersetzung von Tylsim in Russland erscheinen wird. Als ihre Vorbilder gibt sie Akira Toriyama, Takeshi Obata und Keiko Ishiyama an. Seit 2017 veröffentlicht sie ihre neuesten Werke beim Pyramond-Verlag.
Außerdem war sie die Schlagzeugerin der J-Rock-Band Foocha. Yıldırım lebt in Brühl.

## Werke
- Manga Fieber (2005, Tokyopop) ISBN 978-3-865801265
- Tylsim (2008, Tokyopop) ISBN 978-3-86719-215-6
- Grimms Manga Sonderband (2011, Tokyopop) ISBN 978-3-8420-0236-4
- Fable Clash! (2017, Pyramond) ISBN 978-3-945943-17-5
- Fable Clash! Days (2017, Pyramond) ISBN 978-3-945943-14-4
- CandyUpRoar (2017, Pyramond) ISBN 978-3-945943-12-0

## Einzelbelege
1. ↑  Cosmo-TV, Ausgabe Sonntag, 7. September 2008
2. ↑  Tolga Gürsoy, Hürriyet 26. Mai 2008
3. 1 2  http://www.mangaka.de/?page=reyhan-yildirim
4. ↑  Archivierte Kopie (Memento vom 5. Dezember 2008 im Internet Archive)
5. ↑  http://animexx.onlinewelten.com/news.phtml/8422_Neues_von_deutschen_Zeichnern.html#id8422

| Personendaten    | Personendaten            |
| ---------------- | ------------------------ |
| NAME             | Yıldırım, Reyhan         |
| KURZBESCHREIBUNG | deutsche Comiczeichnerin |
| GEBURTSDATUM     | 11. Dezember 1987        |